# Polytrichum pachyneuron
Polytrichum pachyneuron là một loài rêu trong họ Polytrichaceae. Loài này được Hampe mô tả khoa học đầu tiên năm 1847.